# مملكة الكونغو

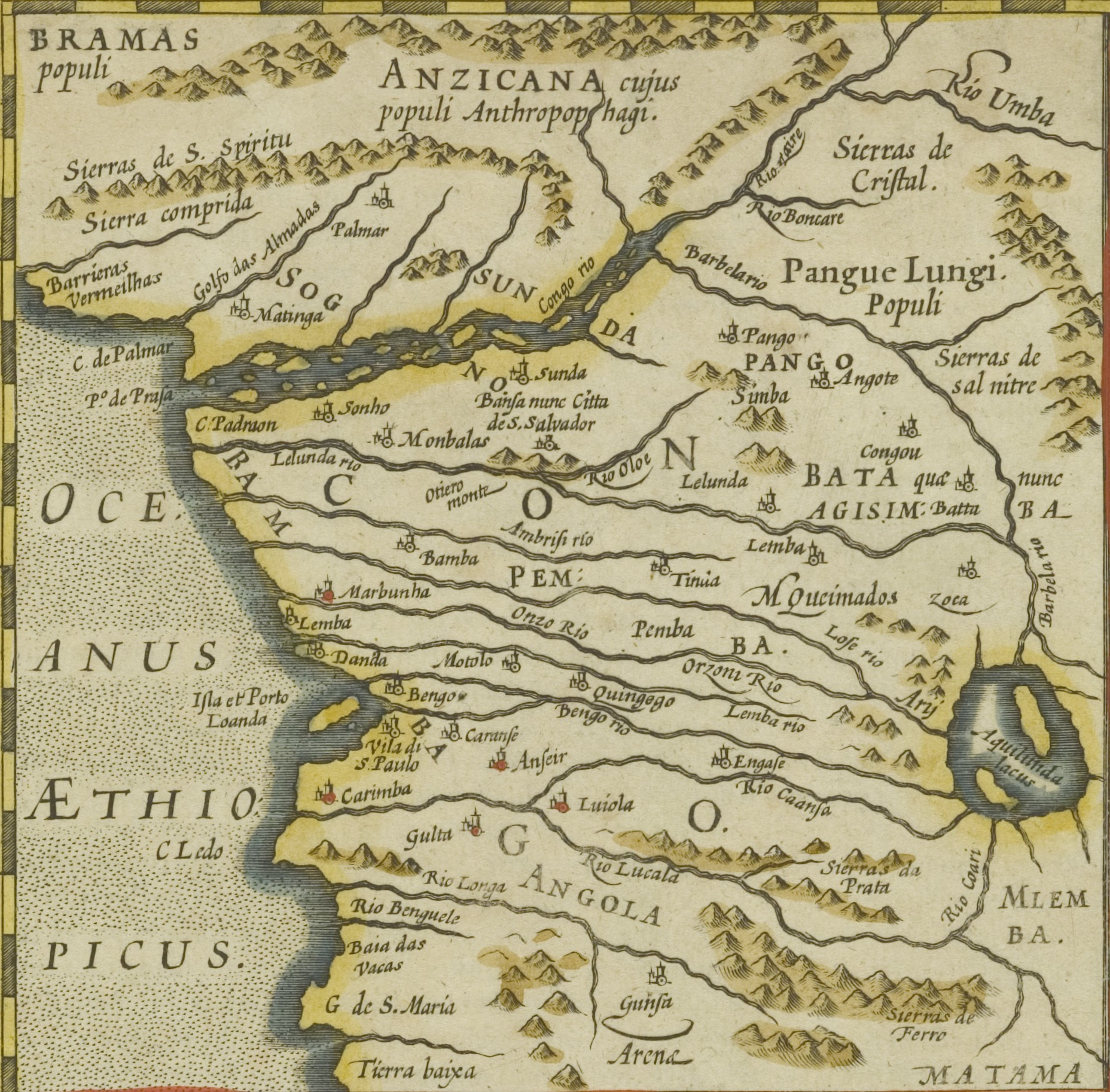
خريطة مملكة الكونغو.

مملكة الكونغو (الكنغو: كنغو ديا نتوتيلا (Kongo dya Ntotila)  أو وين وا كنغو (Wene wa Kongo)
أو البرتغالية: رينو دو كنغو) (Reino do Kongo) كانت مملكة إفريقية في وسط غرب أفريقيا في منطقة شمال أنغولا الآن وكابيندا وجمهورية الكونغو والأجزاء الغربية من جمهورية الكونغو الديموقراطية. فضلاً عن أقصى جنوب الغابون. وامتدت حدودها -في أوج قوتها- من المحيط الأطلسي غربًا وحتى نهر كوانغو شرقًا، ومن نهر الكونغو شمالاً إلى نهر كوانزا جنوبًا. تتكون المملكة من عدة أقاليم أساسية يحكمها مانيكونغو - المقابل البرتغالي للقب «كونغو مويني» (Mwene Kongo) الكونغولي - أي أمير أو حاكم مملكة الكونغو، ولكن منطقة نفوذها طالت ممالك مجاورة مثل نجويو وكاكونغو وندونغو وماتمبا. وتسعى طائفة بوندو ديا كونغو إلى استعادة تلك المملكة عن طريق الانفصال عن أنغولا وجمهورية الكونغو وجمهورية الكونغو الديمقراطية والغابون.
في الفترة 1390–1857 كانت مملكة الكونغو دولة مستقلة في الأغلب. وفي الفترة 1875–1914 كانت الكونغو دولة تابعة لمملكة البرتغال. وفي عام 1914، عقب قمع ثورة كونغو على يد البرتغاليين، قامت البرتغال بإلغاء الحكم الملكي الفخري في الكونغو، وضمت ما تبقى من أراضي المملكة إلى مستعمرة أنغولا ومحمية كابيندا. وفي الوقت المعاصر، حبذت طائفة بوندو ديا كونغو المعاصرة إعادة إحياء المملكة عبر الانفصال عن أنغولا لإنشاء جمهورية الكونغو، وجمهورية الكونغو الديمقراطية، والغابون.

## تاريخ
سُجل التراث الشفهي لتاريخ الكونغو البدائي كتابةً لأول مرة في نهاية القرن السادس عُشر، وسُجلت أكثر الروايات التاريخية شمولًا في منتصف القرن السابع عشر مثل السجلات التي كتبها الراهب الكبوشي الإيطالي جوفاني كافاتسي دا مونتيكوكولو. أما أبحاث التراث الشفهي الحديثة مثل تلك التي قام بها الرهبان المخلصون في أوائل القرن العشرين مثل جان كوفيلير وجوزيف دي مونك فهي غير متعلقة بتلك الفترة البدائية.
طبقًا لتراث الكونغو الشفهي، يعود أصل مملكة الكونغو إلى ميمبا كاسي، وهي مملكة قديمة واسعة تتبع لغات البانتو وتقع جنوب مملكة مباتا التي ظهرت بالتزامن مع مملكة ميمبا لتكوين مملكة الكونغو قرابة عام 1375. كانت ميمبا كاسي تقع جنوب ميناء ماتادي المعاصر في جمهورية الكونغو الديمقراطية. اتسع نفوذ إحدى السلالات الحاكمة من كيان سياسي صغير إلى مملكة تقع على طول نهر كويلو، ودُفن أفراد تلك العائلة في عاصمة المملكة، نسي كويلو. تشير روايات القرن السابع عشر إلى مكان تلك المقبرة المقدسة. وطبقًا للراهب الكبوشي، جيرولامو دا مونتيساركيو الذي زار تلك المنطقة في الفترة 1650–1652، يُعد هذا المكان مقدسًا للغاية لدرجة أن من ينظر إليه فقط يُعاقب بالموت. وفي عام 1375 تحالف حاكم ميمبا كاسي، نيمي أنزيما، مع نساكو لاو حاكم مملكة مباتا المجاورة. تزوج نيمي الأميرة لوكويني لوانسانزي، وهي أحد أفراد شعب مباتا ويُقال أنها ابنة نساكو لاو. وضمن هذا التحالف استمرار خلافة كلٍ من نسب الطرفين في مملكة الطرف الآخر.

### تأسيس المملكة
كان أول ملوك مملكة الكونغو، لوكيني لوا نيمي (قرابة 1380–1420)، ابنًا لنيمي أنزيما ولوكويني لوانسانزي. وظهر اسم نيمي ألوكيني في الروايات الشفهية اللاحقة واشتهرت على يد بعض المؤرخين المعاصرين مثل جان كوفيلير. أصبح لوك لوا نيمي أو نيمي ألوكيني مؤسس مملكة الكونغو عندما غزا مملكة موين كابونغا التي كانت تقع على ظهر جبل في الجنوب، ثم نقل مكان الحكم إلى هذا الجبل الذي يُدعى مونغو ديا كونغو (أي جبل الكونغو) وجعل المدينة الواقعة فيه، مبانزا كوغو، عاصمةً لمملكته. وبعدها بقرنين حاول أحفاد مملكة موين كابونغا التمرد على المملكة بشكل رمزي في احتفال سنوي. زعم خلفاء لوكيني أنهم ينتمون إلى نسبه وعُرفوا باسم آل كيلوكيني. حكمت سلالة كيلوكيني مملكة الكونغو دون مقاومة حتى عام 1567، وذلك طبقًا لما ذُكر في السجلات البرتغالية.
عقب وفاة نيمي ألوكيني، اعتلى أخوه، مبوكاني مافينغا عرش المملكة وظل حاكمًا لها حتى عام 1467. وكانت له زوجتان وتسعة أطفال. وشهدت المملكة في عهده اتساع أراضيها لتشمل مملكة لوانغو المجاورة وعدة مناطق أخرى تقع حاليًا في جمهورية الكونغو.
كلف أفراد سلالة موين كونغو أفراد العائلة أو عملائها عادةً بحكم الأقاليم. ومع اشتداد مركزية الدولة، فقدت الأقاليم المتحالفة نفوذها تدريجيًا حتى صارت سلطتهم رمزية فقط.
لعبت كثافة السكان العالية في مبانزا كونغو وضواحيها دورًا حيويًا في مركزية الكونغو. كانت العاصمة مدينة مكتظة بالسكان داخل منطقة ذات كثافة سكانية منخفضة، إذ لم تتخطى كثافة سكان المناطق ريفية 5 أفراد لكل كيلومتر مربع. وصف المسافرون البرتغاليون الأوائل مبانزا كونغو بأنها مدينة ضخمة حجمها يضاهي حجم مدينة يابرة في عام 1491. وبحلول نهاية القرن السادس عشر، اقترب عدد سكان الكونغو من نصف مليون نسمة متمركزين في منطقة ضيقة لا تتجاوز 130 كيلومتر مربع. ومع بداية القرن السابع عشر وصل عدد سكان المدينة بأراضيها النائية إلى 100,000 نسمة، أي أن فردًا من بين 5 أفراد من المملكة كان يعيش في العاصمة (طبقًا للإحصائيات المعمودية التي جمعها القساوسة اليسوعيون). سمحت تلك الكثافة السكانية بتوفير الموارد والجنود والغذاء الفائض عن الحاجة بسهولة بناءً على طلب الملك، ما منح الملك قوة هائلة وجعل المملكة مركزية إلى حد كبير.
وبحلول أول اتصال مُوثق مع الأوروبيين، أضحت مملكة الكونغو دولة متقدمة تقع في قلب شبكة تجارة واسعة. فبخلاف المصادر الطبيعية الوفيرة مثل العاج، كانت تلك المملكة تنتج وتتاجر بالأدوات النحاسية، ومنتجات المعادن الحديدية، والأقمشة المصنوعة من قش نخيل الرافية، والفخار. كان شعب الكونغو يتحدث بلغة كيكونغو. واشتهرت المناطق الشرقية، لا سيما المنطقة المعروفة باسم ممالك كونغو ديا نلازا السبعة، بإنتاج الأقمشة.

### البرتغاليون والمسيحية
في عام 1483 أبحر المستكشف البرتغالي ديوغو كاو نحو نهر الكونغو المجهول حيث وجد قرى مملكة كونغو وأصبح أول أوروبي يتصادف بمملكة الكونغو. ترك كاو بضعة رجال في الكونغو وأحضر نبلاء الكونغو إلى البرتغال، ثم عاد ومعه نبلاء الكونغو في عام 1485. وفي تلك الفترة اعتنق الملك الحاكم، نزينغا أنكو، المسيحية. عاد كاو إلى الكونغو ومعه بضعة جنود وقساوسة من الكنيسة الكاثوليكية الرومانية في عام 1491 لتعميد الملك نزينغا أنكو بجانب النبلاء الكبار مثل حاكم الإقليم الساحلي سويو. وفي ذات الوقت عاد أحد مواطني الكونغو يعرف القراءة والكتابة من البرتغال ليفتتح أول مدرسة في الكونغو. اتخذ نزينغا أنكو اسم جواو الأول تيمنًا بملك البرتغال آنذاك، جواو الثاني.
حكم جواو الأول الكونغو حتى وفاته في عام 1506، وخلفه ابنه ألفونسو مفيمبا أنزينغا. ولكنه واجه تحديًا خطيرًا من جانب أخيه، مبانزو أكيتيما. تمكن الملك من هزيمة أخيه في معركة دارت في مبانزا كونغو. طبقًا لرواية ألفونسو التي أرسلها للبرتغال في عام 1506، تمكن ألفونسو من الفوز في المعركة بفضل تدخل رؤية القديس يعقوب ومريم العذراء السماوية. اتخذ ألفونسو تلك الأحداث مصدر إلهام لتصميم شعار النبالة الخاص بالكونغو الذي وضعه جميع الملوك الذين خلفوه في الوثائق الرسمية والأدوات الملكية وغيرها حتى عام 1860. رغم أن الملك جواو الأول عاد لمعتقداته الوثنية القديمة، إلا أن ألفونسو جعل المسيحية الدين الرسمي للدولة في مملكته.
سعى ألفونسو الأول إلى إنشاء نسخة صالحة من الكنيسة الكاثوليكية الرومانية في الكونغو، مع توفير أجور العاملين بها من الأصول الملكية والضرائب. استعان ألفونسو ببعض المستشارين من البرتغال مثل الملحق الديني، روي داغويار الذي بُعث لمساعدة الكونغو في إنشاء مؤسساتها الدينية، لاستحداث نسخة من المسيحية متوافقة مع ثقافة الكونغو حتى تصبح جزءًا حيويًا من ثقافة الكونغو لبقية حياة المملكة في فترة استقلالها. عكف الملك ألفونسو على دراسة المسيحية بشدة، حتى أن روي داغويار قال ذات مرة أن ألفونسو صار مُلمًا بتعاليم الكنيسة أكثر منه.

## وصلات خارجية
- L`Observateur Kongo
- Kongo people information
- Kongo religion
- The Story of Africa: Kongo — BBC World Service